# Jerzy Karol Jełowicki
Jerzy Karol Gerard Jełowicki (ur. 24 marca 1941 w Warszawie, zm. 28 lutego 2006 w Brukseli) – finansista belgijski polskiego pochodzenia. 

## Życiorys
Syn Kazimierza Jełowickiego i Cecylii Marii Henriette Trousson de la Tour. Absolwent Wolnego Uniwersytetu Brukselskiego - U.I.C.S. oraz Instytutu Wyższych Studiów Finansowych i Bankowych w Brukseli, a także studiów informatyki i zarządzania I.C.H.E.C. w Brukseli. 
Obywatel Królestwa Belgów od 1961 r. Od czerwca 1975 r. w Ministerstwie Finansów. Od 1987 r. Radca Generalny Finansów (Conseilleur General des Finances) Ministerstwa Finansów Królestwa Belgów. Członek Sekretariatu Naczelnej Rady Finansów Belgii. 
Ożeniony 8 października 1980 r. z Teresą Lubaszka (zniekształcone Lubańska w dokumentach belgijskich). 
Członek - od 1999 r. wiceprezes oraz skarbnik - Rady Polonii Belgijskiej.
W maju 2006 r. ambasador Rzeczypospolitej Polskiej zaproponował radzie Polonii Belgijskiej wmurowanie tablicy pamiątkowej na domu, w którym mieszkał Jerzy Karol Jełowicki, z kolei Zarząd Rady Polonii Belgijskiej zaproponował aby w Bibliotece Polskiej umieścić gablotę poświęconą Jerzemu Jełowickiemu ze zdjęciami, odznaczeniami itp. Odsłonięcia gabloty dokonał 12 grudnia 2006 r. Ambasador RP w Królestwie Belgii Iwo Byczewski.

### Odznaczenia
Komandor Orderu Korony (Belgijskiej; 1992); Oficer Krzyża Polonia Restituta (1995); Krzyża Obywatelskiego (2001); Komandor Orderu Leopolda II z Gwiazdą (Wielki Oficer; 2001); Komandor Orderu Leopolda II; Komandor Orderu z Gwiazdą Polonia Restituta (2004); Kawaler Orderu "Pro merito Meltensi" Suwerennego Zakonu Maltańskiego (2005); Kawaler Honorowy i Dewocyjny Związku Kawalerów Maltańskich.

## Publikacje
- "Methode Desagregee de Prevision des recettes fiscales";
- "L’Ordre monetaire international" (1977);
- "Institution de cooperation monetaire et financiere internationale nees des Accords Breton – Woods" (1979);
- "Technique du systeme monetaire Europeen" (1980);
- "Union economique et monetaire europeene" (1993).